# Falcon Patrol
Falcon Patrol is een computerspel dat werd ontwikkeld en uitgegeven door Virgin Games. Het spel kwam in 1983 uit voor de Commodore 64 en de Commodore VIC-20. Later volgde ook andere platforms.

## Spel
Het spel is een zijwaarts scrollend schietspel waarbij de speler een vliegtuig bestuurt. De bedoeling is om vijandelijke vliegtuigen neer te halen. Het perspectief van het spel is in de derde persoon. Beneden het scherm wordt een kleine radar weergegeven waarop de posities van de tegenstanders te zien is. De brandstof is beperkt, maar kan bijgeladen worden op verschillende landing platforms. Naarmate het spel vordert komen er moeilijkere formaties en meer vliegtuigen.

## Platforms
| Jaar | Platform                                      |
| ---- | --------------------------------------------- |
| 1983 | Commodore 64, VIC-20                          |
| 1986 | BBC Micro, Commodore 16 Plus/4, Electron, MSX |